# Pseudoscopelus parini
Pseudoscopelus parini is een straalvinnige vissensoort uit de familie van chiasmodontiden (Chiasmodontidae). De wetenschappelijke naam van de soort is voor het eerst geldig gepubliceerd in 2006 door Prokofiev & Kukuev.